# Лейденська шкала
Ле́йденська шкала́ (англ. leiden scale) — це температурна шкала, яка використовувалася на початку XX століття для калібрування низькотемпературних непрямих вимірювань при кріогенних температурах нижчих за −183 °C, надаючи умовні значення температури у кельвінах (які тоді називалися «градусами Кельвіна») на основі значень тиску пари гелію. За шкалою значення температури подавалось у лейденських градусах (°L або ÐL)
Ця шкала поширилась з Лейдена, де з 1897 року у Лейденському університеті знаходилась лабораторія нідерландського фізика і хіміка Г. Камерлінг-Оннеса. Нульова температура за лейденською шкалою відповідає 20,15 K.
У 1957 році Г. ван Дійк і М. Дюро запропонували розширену для області рідкого гелію шкалу L55.
За нуль градусів бралась температура кипіння стандартного рідкого водню (−253 °C), що складається з 75 % з ортоводню і 25 % з параводню. Другою реперною точкою була температура кипіння рідкого кисню (−193 °C).
Формула для переведення лейденських градусів у градуси Цельсія і назад:
- {\displaystyle [\mathrm {^{o}C} ]=[\mathrm {^{o}L} ]-253}
- {\displaystyle [\mathrm {^{o}L} ]=[\mathrm {^{o}C} ]+253}